# Campeonato da CONCACAF de Futebol de Areia de 2023
O Campeonato da CONCACAF de Futebol de Areia de 2023 foi a nona edição do torneio organizado pela Confederação de Futebol da América do Norte, Central e Caribe (CONCACAF). Foi realizado nas Bahamas entre os dias 8 e 14 de maio.
Assim como as edições anteriores, o torneio funcionou como as eliminatórias da CONCACAF para a Copa do Mundo de Futebol de Areia. As duas melhores equipes do torneio se classificaram para a Copa do Mundo FIFA de Futebol de Areia de 2024 nos Emirados Árabes Unidos como representantes da CONCACAF.
El Salvador defendia o título, tendo vencido o último torneio realizado em 2021. Na final, os Estados Unidos conquistou seu terceiro troféu ao vencer o México por 5 a 0.

## Seleções participantes
Um total de doze equipes participaram da competição.
| País                 | Participações | Melhor campanha anterior                   |
| -------------------- | ------------- | ------------------------------------------ |
| Bahamas              | 8ª            | Quartas de final (2015, 2017 e 2019)       |
| Belize               | 5ª            | Fase de grupos (2015, 2017, 2019 e 2021)   |
| Costa Rica           | 10ª           | Vice-campeão (2009 e 2015)                 |
| República Dominicana | 2ª            | Fase de grupos (2021)                      |
| El Salvador          | 9ª            | Campeão (2009 e 2021)                      |
| Guadalupe            | 4ª            | Quarto lugar (2017)                        |
| Guatemala            | 6ª            | Terceiro lugar (2021)                      |
| México               | 10ª           | Campeão (2008, 2011, 2015 e 2019)          |
| Panamá               | 5ª            | Campeão (2017)                             |
| Trinidad e Tobago    | 6ª            | Quartas de final (2015, 2017, 2019 e 2021) |
| Turks e Caicos       | 5ª            | Fase de grupos (2015, 2017, 2019 e 2021)   |
| Estados Unidos       | 10ª           | Campeão (2006 e 2013)                      |

## Sorteio
O sorteio foi realizado às 11h EDT no dia 17 de março de 2023 na sede da CONCACAF em Miami, nos Estados Unidos. As 12 equipes foram sorteadas em três grupos de quatro. O procedimento foi o seguinte:
As equipes foram divididas primeiro em quatro potes de três com base em sua classificação no ranking da CONCACAF de agosto de 2021. As equipes com melhor classificação foram colocadas no pote 1, até as equipes com classificação mais baixa colocadas no pote 4. As três equipes no pote 1 foram sorteadas como cabeça de chave. Posteriormente, as equipes dos potes 2 a 4 foram então sorteadas, sorteando todas as equipes de um pote antes de passar para o próximo.
| Pote 1                                              | Pote 2                                      | Pote 3                                                  | Pote 4                                                          |
| --------------------------------------------------- | ------------------------------------------- | ------------------------------------------------------- | --------------------------------------------------------------- |
| - México (1) - El Salvador (2) - Estados Unidos (3) | - Panamá (4) - Bahamas (5) - Costa Rica (6) | - Guatemala (7) - Trinidad e Tobago (8) - Guadalupe (9) | - Belize (12) - Turks e Caicos (14) - República Dominicana (18) |

- Os números entre parênteses mostram a classificação das equipes da CONCACAF em agosto de 2021, entre 19 nações.

## Fase de grupos
Cada equipe ganha três pontos por vitória no tempo regulamentar, dois pontos por vitória na prorrogação, um ponto por vitória na disputa de pênaltis e nenhum ponto por derrota. As duas melhores equipes de cada grupo e os dois melhores terceiros colocados avançam para as quartas de final.
Todos as partidas seguem o fuso horário local (UTC-4).
|  | Equipes classificadas        |
|  | Melhores terceiros colocados |
|  | Equipes eliminadas           |

### Melhores terceiros colocados
As melhores duas seleções terceiro colocadas nos grupos também avançaram para as quartas de final.
| Pos. | Seleção           | P | J | V | E | D | GP | GC | SG  | Grupo |
| ---- | ----------------- | - | - | - | - | - | -- | -- | --- | ----- |
| 1    | Guatemala         | 3 | 3 | 1 | 0 | 2 | 8  | 10 | –2  | B     |
| 2    | Trinidad e Tobago | 3 | 3 | 1 | 0 | 2 | 6  | 10 | –4  | C     |
| 3    | Turks e Caicos    | 3 | 3 | 1 | 0 | 2 | 10 | 23 | –13 | A     |

## Fase final

### Esquema
|  | Quartas de final    | Quartas de final    |                     |         | Semifinais     | Semifinais     |  |  | Final               | Final |
|  |                     |                     |                     |         |                |                |  |  |                     |       |
|  | Nassau – 12 de maio |                     |                     |         |                |                |  |  |                     |       |
|  |                     |                     |                     |         |                |                |  |  |                     |       |
|  | Estados Unidos      | 5                   |                     |         |                |                |  |  |                     |       |
|  | Estados Unidos      | 5                   | Nassau – 13 de maio |         |                |                |  |  |                     |       |
|  | Costa Rica          | 4                   |                     |         |                |                |  |  |                     |       |
|  | Costa Rica          | 4                   | Estados Unidos      | 5       |                |                |  |  |                     |       |
|  | Nassau – 12 de maio |                     | Estados Unidos      | 5       |                |                |  |  |                     |       |
|  |                     | El Salvador         | 2                   |         |                |                |  |  |                     |       |
|  | El Salvador         | El Salvador         | 2                   | 7       |                |                |  |  |                     |       |
|  | El Salvador         |                     | Nassau – 14 de maio | 7       |                |                |  |  |                     |       |
|  | Guatemala           | 2                   |                     |         |                |                |  |  |                     |       |
|  | Guatemala           | 2                   | Estados Unidos      | 5       |                |                |  |  |                     |       |
|  | Nassau – 12 de maio |                     | Estados Unidos      | 5       |                |                |  |  |                     |       |
|  |                     | México              | 0                   |         |                |                |  |  |                     |       |
|  | Panamá              | México              | 0                   | 2       |                |                |  |  |                     |       |
|  | Panamá              | Nassau – 13 de maio |                     | 2       |                |                |  |  |                     |       |
|  | Bahamas             | 4                   |                     |         |                |                |  |  |                     |       |
|  | Bahamas             | 4                   | Bahamas             | 2       | Terceiro lugar | Terceiro lugar |  |  |                     |       |
|  | Nassau – 12 de maio |                     | Bahamas             | 2       | Terceiro lugar | Terceiro lugar |  |  |                     |       |
|  |                     | México              | 3                   |         |                |                |  |  |                     |       |
|  | México              | México              | 3                   | 2       | El Salvador    | 3              |  |  |                     |       |
|  | México              |                     |                     | 2       | El Salvador    | 3              |  |  |                     |       |
|  | Trinidad e Tobago   | 0                   |                     | Bahamas | 2              |                |  |  |                     |       |
|  | Trinidad e Tobago   | 0                   |                     |         | 2              |                |  |  |                     |       |
|  |                     |                     |                     |         |                |                |  |  | Nassau – 14 de maio |       |
|  |                     |                     |                     |         |                |                |  |  |                     |       |

## Equipes classificadas para a Copa do Mundo de Futebol de Areia
As duas melhores da competição se classificaram e representarão a CONCACAF na Copa do Mundo FIFA de Futebol de Areia de 2024, nos Emirados Árabes Unidos.
| Seleção        | Data de qualificação | Aparições anteriores na Copa do Mundo FIFA de Futebol de Areia |
| -------------- | -------------------- | -------------------------------------------------------------- |
| Estados Unidos | 13 de maio de 2023   | 6 (2005, 2006, 2007, 2013, 2019 e 2021)                        |
| México         | 13 de maio de 2023   | 6 (2007, 2008, 2011, 2015, 2017 e 2019)                        |